# ロケ・デ・ロス・ムチャーチョス天文台

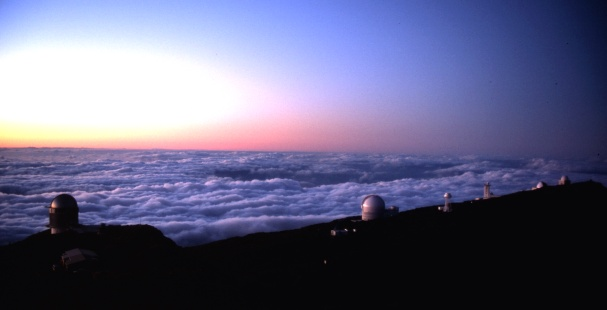
ロク・デ・ロス・ムチャーチョス天文台の夕暮れ。北欧光学望遠鏡とアイザック・ニュートン望遠鏡が見えている。

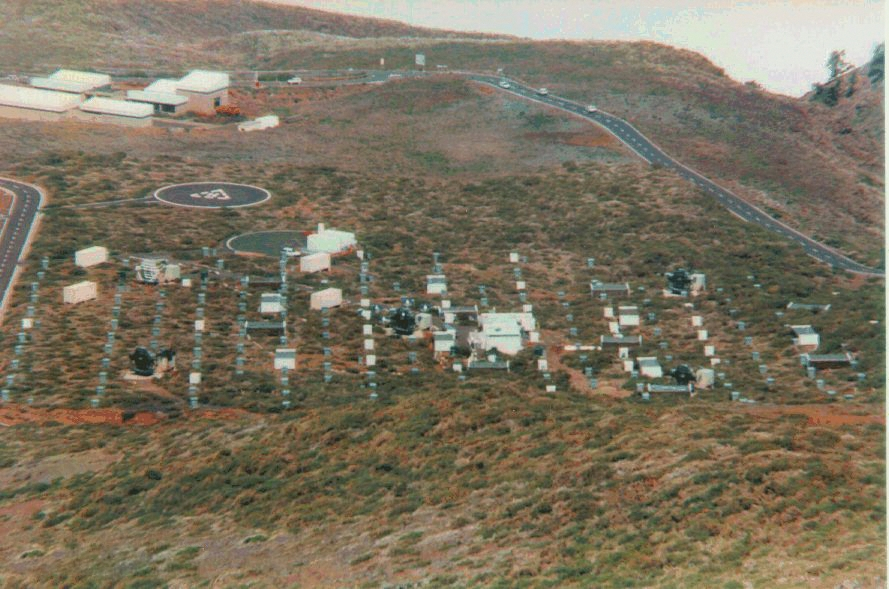
Several of the helicopter pads built for the inauguration ceremony can be seen under the HEGRA array

ロケ・デ・ロス・ムチャーチョス天文台（Observatorio del Roque de los Muchachos）は、大西洋にあるスペイン領カナリア諸島ラ・パルマ島にある天文台である。テネリフェ島にあるテイデ天文台とともに、カナリア天体物理研究所（Instituto de Astrofísica de Canarias）が運営にあたっている天文台の一つである。

## 特長
シーイングが良好で光学、赤外線観測に適している為、設置された。太平洋にあるハワイ島のマウナ・ケア山（マウナケア天文台群）に次いで北半球有数の観測施設が集まっている。ヨーロッパから近く時差が少ない。能動光学を採用したスウェーデン太陽観測望遠鏡は太陽観測用としては最高の分解能を誇る。また、口径10.4mのカナリア大望遠鏡が建設され、2007年から観測が始まっている。

## 歴史
この天文台はアイザック・ニュートン望遠鏡が英国サセックス州にあるグリニッジ天文台から移設されたことに始まる。この移設は困難を極め、既存の望遠鏡を移設するよりも新設したほうが安く済んだだろうと広く認識されている。
天文台はスペイン、スウェーデン、デンマーク、英国の共同で設立された。後にドイツ、イタリア、ノルウェー、オランダ、フィンランド、アイスランド、アメリカ合衆国も参加した。
天文台は1985年6月29日、スペイン王室臨席の下、各国首脳が集まり発足した。
1997年、火事によりガンマ線望遠鏡が被害を受けた。2005年にも火事があったが深刻な被害はなかった。
2018年10月10日には、東京大学宇宙線研究所など日本の研究陣が参画するチェレンコフ・テレスコープ・アレイ（CTA）大口径望遠鏡1号基（直径23m）の設置記念式典が開かれた。CTAは、ブラックホールや中性子星などに由来するガンマ線が地球大気圏に到達した際に発生する微弱なチェレンコフ放射を捉えるために使われる。
小惑星(2946) Muchachosはロケ・デ・ロス・ムチャーチョスにちなんで命名された。

## 望遠鏡
- カナリア大望遠鏡 (Gran Telescopio Canarias, GTC): 口径10m
- ウィリアム・ハーシェル望遠鏡 (William Herschel Telescope, WHT): 口径4.2m
- 国立ガリレオ望遠鏡(Telescopio Nazionale Galileo, TNG): 口径3.6m
- 北欧光学望遠鏡 (Nordic Optical Telescope, NOT): 口径2.6m
- アイザック・ニュートン望遠鏡 (Isaac Newton Telescope, INT): 口径2.5m
- リバプール望遠鏡 (Liverpool Telescope): 口径2m
- MERCATOR: 口径1.2m
- 自動子午環 (Automatic Transit Circle, ATC): 口径18cm
- スウェーデン太陽望遠鏡 (Swedish Solar Telescope, SST): 口径1m
- Dutch Open Telescope: 口径45cm
- MAGIC: 口径17m（空気シャワー観測用）
- SuperWASP: 超広視野カメラ